# Ascensor (banda)
Los comienzos de Ascensor, banda oriunda del Barrio de Tapiales, se remontan a mediados del año 1986. La formación inicial era un trío, y la base musical pop-rock.

## Biografía
Después de un año de trabajo, se decide incorporar un guitarrista para apoyar la base rítmica. El contexto musical en ese tiempo había cambiado, y hacia ese nuevo rumbo apuntó Ascensor.
A mediados de 1987 ingresaron por primera vez en un estudio, para registrar el primer demo, con temas como "No tengo nada" y "Todavía quedan amigos", entre otros.
Con la llegada de un teclista y un percusionista, el ahora sexteto intensificó las presentaciones en vivo, realizando incluso una gira por el interior del país.
En 1999 obtienen el Primer Premio en la 3.ª Bienal de Arte Joven de Mar del Plata y luego son invitados a participar del evento Santiago No Duerme '00, en la capital chilena, junto a Los Enanitos Verdes.
La gran difusión se logró a partir del videoclip de "Lágrima", incluida en las cadenas MTV y Vía X.

## Formación
- Domingo Treviso: bajo
- Norberto Díaz: teclados
- Roberto Zunzunegui: guitarra y voz
- Sergio Sormani: batería
- Willy Carcano: guitarra y coros

## Discografía
- Glaciar, 1998
- Natural, 1999
- Días, 2000
- Clonado, 2001
- Embrión, 2001
- Inverso, 2002